# Bintou N'Diaye
Bintou N'Diaye (* 1975) ist eine ehemalige senegalesische Leichtathletin, die sich auf den Sprint spezialisiert hat.

## Sportliche Laufbahn
Ihren einzigen internationalen Wettkampf bestritt Bintou N'Diaye vermutlich im Jahr 2000, als sie bei den Afrikameisterschaften in Algier mit der senegalesischen 4-mal-100-Meter-Staffel in 44,62 s gemeinsam mit Aminata Diouf, Mame Tacko Diouf und Aïda Diop die Silbermedaille hinter dem Team aus Ghana gewann. Sie setzte ihre Karriere bis ins Jahr 2006 fort und beendete dann ihre Laufbahn im Alter von 31 Jahren.

## Persönliche Bestleistungen
- 100 Meter: 11,95 s (+1,9 m/s), 25. Juni 2000 in Argentan
  - 60 Meter (Halle): 7,69 s, 15. Februar 2003 in Modena
- 200 Meter: 24,89 s, 3. Juli 2000 in Sotteville-lès-Rouen
  - 200 Meter (Halle): 25,73 s, 14. Februar 2004 in Ancona